# Außerrodelgungge
Die Außerrodelgungge, auch Außerrodelkunke, ist ein 2692 m ü. A. hoher Doppelgipfel der Villgratner Berge an der Grenze zwischen den Gemeinden St. Jakob in Defereggen (Osttirol, Österreich) und Gsies (Südtirol, Italien).

## Lage
Die Außerrodelgungge liegt im Nordwesten der Villgratner Berge am Zentralen Hauptkamm, der hier Osttirol im Norden von Südtirol im Süden trennt. Die Außerrodelgungge befindet sich zwischen der Innerrodelgungge (2729 m ü. A.) im Südwesten und dem Kärlskopf (2836 m ü. A.) im Norden, wobei zwischen der Außerrodelgungge und dem Kärlskopf die Feldscharte (2642 m ü. A.) liegt. Zudem liegt westlich, am Nordwestgrat der Innerrodelgungge, der Rosskopf (2548 m ü. A.). Nordwestlich der Außerrodelgungge liegt das Zinsertal, wobei hier der Zinsentalbach aus einem unbenannten Bergsee entspringt. Gegen Südosten fällt das Gelände zum Gsieser Talschluss ab. Die Außerrodelgungge besteht aus einem Nord- und einem Südgipfel.

## Anstiegsmöglichkeiten
Der kürzeste Weg auf die Außerrodelgungge führt vom Staller Sattel bzw. vom Obersee über das Zinsental in die Feldscharte und danach über den Südostgrat. Der wenig begangene Doppelgipfel kann auch durch eine Gratüberschreitung vom Kärlskopf oder der Innerrodelgungge erreicht werden (I).